# カンペチェ
カンペチェ（Campeche）は、メキシコ湾岸にあるメキシコの都市で、カンペチェ州の州都である。2020年の人口は249,623人だが、都市圏としての人口は294,077人である。スペイン植民地時代に築かれた城壁や要塞などの防衛施設群が評価され、ユネスコの世界遺産に登録されている。

## 歴史
カンペチェはスペインのコンキスタドールたちによって1540年に「サン・フランシスコ・デ・カンペチェ（San Francisco de Campeche）」の名で建設された都市で、以前に存在していたマヤ人の都市カンペチュ（Canpech）もしくはキンペチュ（Kimpech）の上に築かれた。マヤ語では「ヘビとダニの地」を意味していたとされる。コロンブス到達以前に存在していた都市は、3,000の住居と様々な記念建造物を擁していたとされるが、その痕跡はほとんど残されていない。
2006年に発見されたカンペチェの墓地は、エルナン・コルテスがマヤ人やアステカ人を服属させて間もなく、アフリカ人奴隷たちが連れてこられたことを示唆している。墓地は1550年頃から1600年代後半まで使われていたものだった。  
カンペチェは、1840年代には人口約21,000人を数えていた。19世紀半ばにシサル、次いでプログレソに取って代わられるまではユカタン半島における主要な港だったのである。歴史的に見れば、20世紀の終わりにキンタナ・ロー州の発展が凌駕するまで、ユカタン半島では規模・重要性ともメリダに次ぐものであった。

## 気候
| カンペチェの気候                                | カンペチェの気候 | カンペチェの気候 | カンペチェの気候 | カンペチェの気候 | カンペチェの気候 | カンペチェの気候 | カンペチェの気候 | カンペチェの気候 | カンペチェの気候 | カンペチェの気候 | カンペチェの気候 | カンペチェの気候 | カンペチェの気候 |
| 月                                              | 1月              | 2月              | 3月              | 4月              | 5月              | 6月              | 7月              | 8月              | 9月              | 10月             | 11月             | 12月             | 年               |
| ----------------------------------------------- | ---------------- | ---------------- | ---------------- | ---------------- | ---------------- | ---------------- | ---------------- | ---------------- | ---------------- | ---------------- | ---------------- | ---------------- | ---------------- |
| 平均最高気温 °C （°F）                          | 20 (68)          | 25 (77)          | 30 (86)          | 35 (95)          | 37 (99)          | 35 (95)          | 41 (106)         | 34 (93)          | 30 (86)          | 25 (77)          | 25 (77)          | 19 (66)          | 33 (91)          |
| 平均最低気温 °C （°F）                          | 15 (59)          | 19 (66)          | 20 (68)          | 22 (72)          | 23 (73)          | 23 (73)          | 29 (84)          | 23 (73)          | 23 (73)          | 22 (72)          | 17 (63)          | 15 (59)          | 21 (70)          |
| 降水量 mm （inch）                              | 31 (1.22)        | 10 (0.39)        | 16 (0.63)        | 13 (0.51)        | 52 (2.05)        | 174 (6.85)       | 186 (7.32)       | 189 (7.44)       | 207 (8.15)       | 111 (4.37)       | 45 (1.77)        | 29 (1.14)        | 1,060 (41.73)    |
| 出典：Servico Meteorológico Nacional 2008.06.14 |                  |                  |                  |                  |                  |                  |                  |                  |                  |                  |                  |                  |                  |

## 世界遺産
都市には、スペインの植民地だった時代に、海賊などから町を守るために築かれた城壁や防衛施設が残されている。その保存状態の良さと建築水準の高さから、1999年にユネスコの世界遺産に登録された。本来はスペイン人たちが城壁の中に住み、現地の先住民たちはその周辺に形成されたサン・フランシスコ、グアダルーペ、サン・ロマンなどの地区（barrio）に住んだ。これらの地区には、当初の聖堂群が残されている。

### 都市の防衛施設群

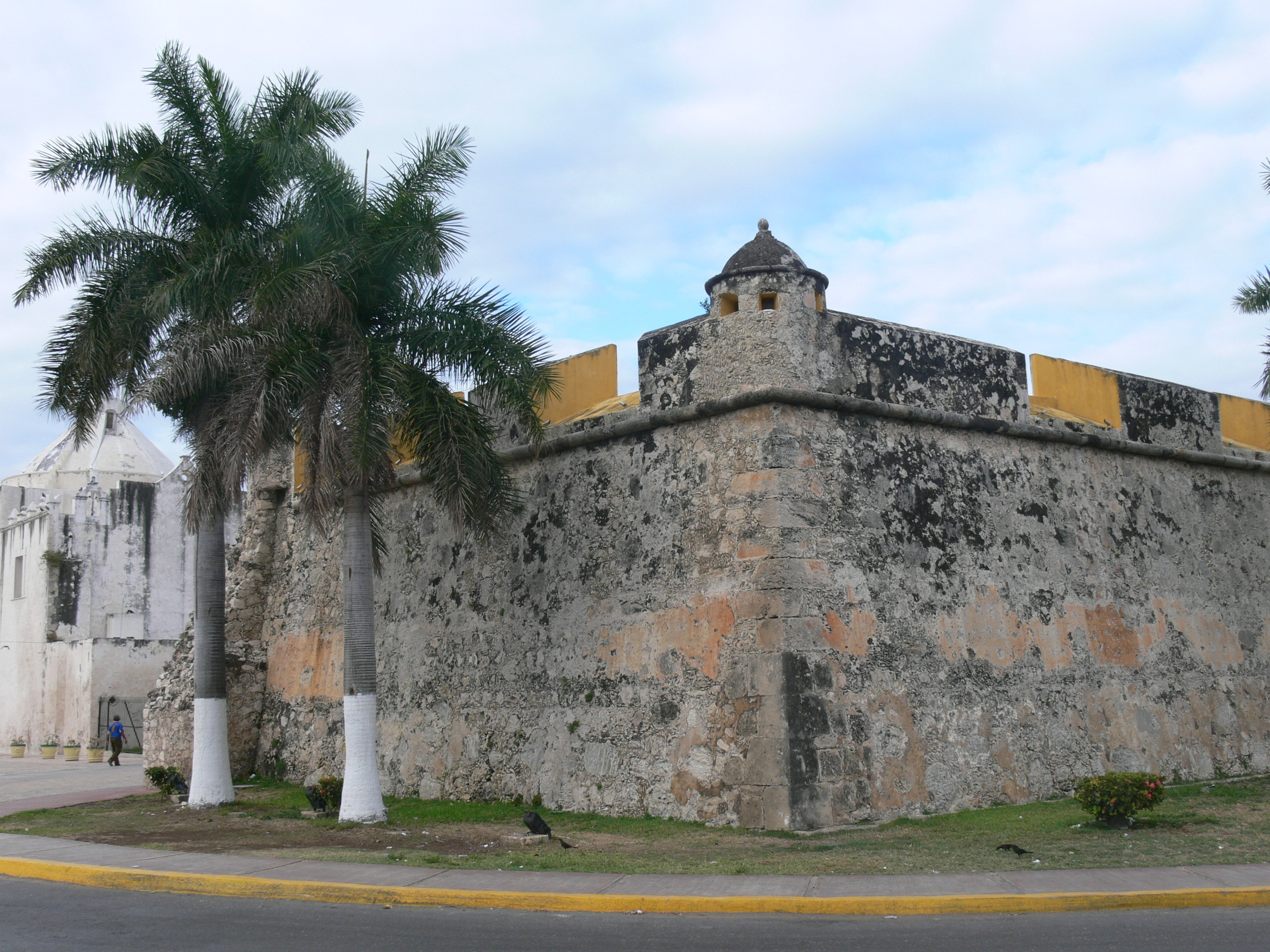
サン・ペドロの防衛拠点
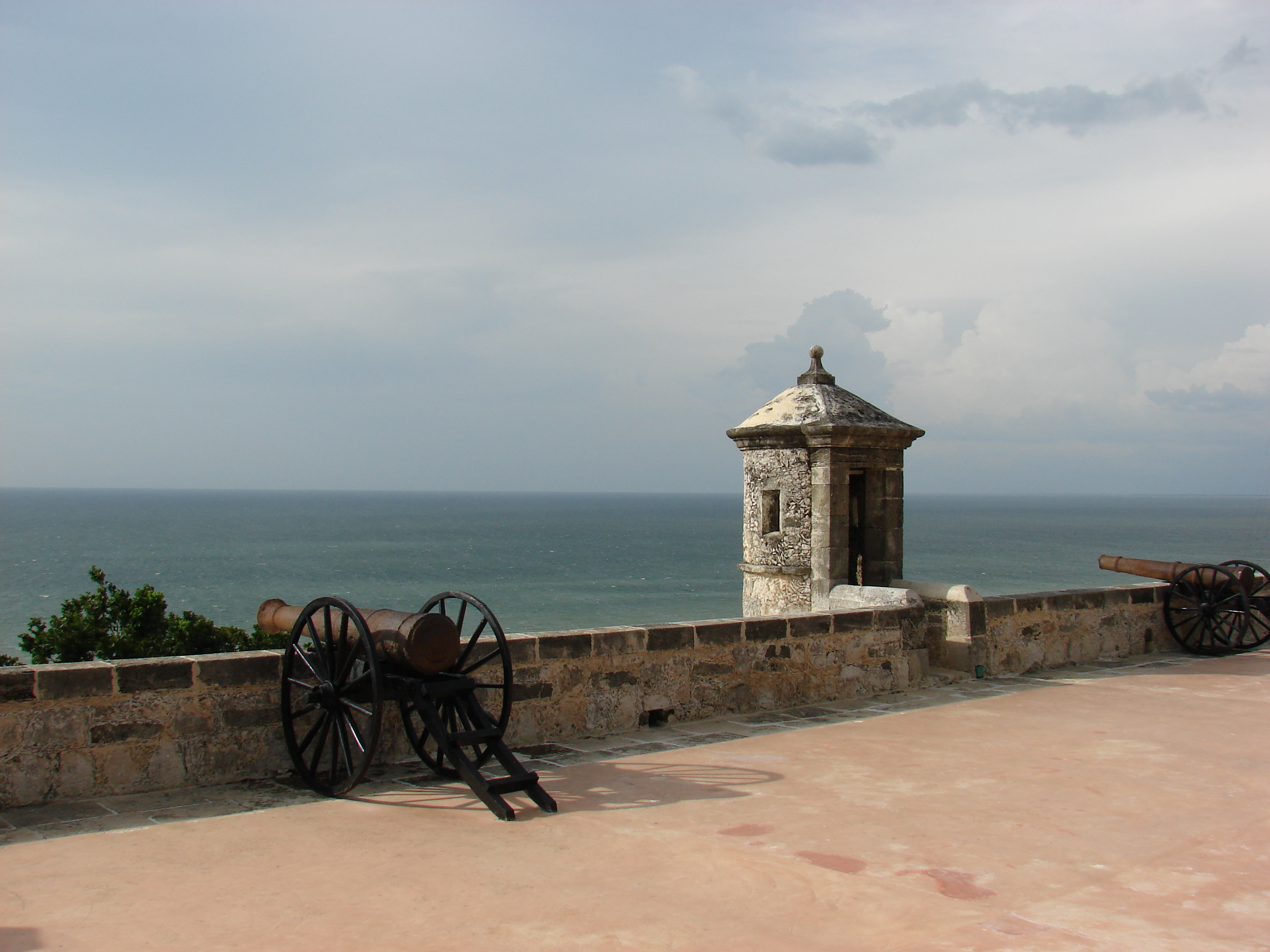
サン・ミゲル要塞

フランシス・ドレークをはじめとするイギリス人やオランダ人たちの海賊たちが、ほとんど160年もの間、恒常的に攻撃をしていたため、1686年に当局は市の防衛力増強に着手した。
フランス人技師ルイ・ブシャール・ド・ブクール（Louis Bouchard de Becour）は、壁とともに都市を囲んでいる防衛建造物群の統一を命じられた。その完成に際し、カンペチェの中心市街を取り囲む不規則な六角形の市壁は、長さ 2,560m に及び、それぞれの角には防衛上の拠点が置かれていた。これらの防衛拠点は、以下のように異なる目的に転用されている。
- サンティアゴ: 再建され、植物園 'Xmuch´haltún' として使われている。
- サン・ペドロ: 旧監獄
- サン・フランシスコ: 「大地の門」を守る。国立人類学歴史研究所の図書館がある。
- サン・フアン: 「大地の門」を守る。
- サンタ・ロサ
- サン・カルロス: 最初に設置された防衛拠点で、「海の門」を守っている。内部には市営博物館がある。
- ヌエストラ・セニョーラ・デ・ラ・ソレダ: これも「海の門」を守っている。防衛拠点として最大で、内部には市史博物館がある。

城壁には中心市街に至る4つの門があった。正門といえるのが「大地の門」（Puerta de la tierra, 1732年建造）と「海の門」（Puerta del mar）である。「大地の門」は、17世紀当時のアイテムを維持しつつも、毎週三夜、音と光の見世物を行う観光名所になっている。4つの門の残り2つは、グアダルーペ門とサン・ロマン門で、市壁に隣接する外の地区に通じている。
加えて、市内を守る要塞は、近隣の2つの丘にもあった。サン・ホセ・エル・アルト要塞（San José el Alto, 1762年建造）とサン・ミゲル要塞である。これらの要塞が具えている大砲の射程は長く、見張りにも使われていた。サン・ミゲル要塞は、現在博物館として使われており、スペイン人到達前の品々を収蔵している。サン・ホセ要塞は、当時の船舶や武器に関する収集品を収蔵している。

### 登録基準
この世界遺産は世界遺産登録基準のうち、以下の条件を満たし、登録された（以下の基準は世界遺産センター公表の登録基準からの翻訳、引用である）。
- (2) ある期間を通じてまたはある文化圏において、建築、技術、記念碑的芸術、都市計画、景観デザインの発展に関し、人類の価値の重要な交流を示すもの。
- (4) 人類の歴史上重要な時代を例証する建築様式、建築物群、技術の集積または景観の優れた例。